# Franz Röttel
Franz Röttel (geboren 16. Januar 1871 in Woitzdorf, Gemeinde Wildschütz, Österreich-Ungarn; gestorben 5. November 1924 in Hohenfluß, Gemeinde Klein Mohrau, Tschechoslowakei) war ein österreichisch-tschechoslowakischer Politiker.

## Leben
Franz Röttel war Landwirt in Hohenfluß. Von 1911 bis 1918 war er Abgeordneter im Mährischen Landtag. Nach dem Ersten Weltkrieg und Gründung der Tschechoslowakei engagierte er sich in der Partei Bund der Landwirte und wurde 1919 Mitglied der engeren Parteileitung in Mähren, mährischer Landesvorsitzender und 1920 Mitglied der Reichsparteileitung des BdL. Er kandidierte 1920 für die Wahl zum Tschechoslowakischen Abgeordnetenhaus und musste nach seiner Wahl parteisatzungsgemäß seine Parteiämter abgeben. 